# Hypenagonia catherina
Hypenagonia catherina är en fjärilsart som beskrevs av Robinson 1975. Hypenagonia catherina ingår i släktet Hypenagonia och familjen nattflyn. Inga underarter finns listade i Catalogue of Life.